# 蒙特圣乔瓦尼-坎帕诺
蒙特圣乔瓦尼-坎帕诺（義大利語：Monte San Giovanni Campano）是意大利弗罗西诺内省的一个市镇。总面积48.55平方公里，人口12808人，人口密度263.8人/平方公里（2009年）。ISTAT代码为060044。